# Chieri Volley 2009-2010
Questa voce raccoglie le informazioni riguardanti il Chieri Volley nelle competizioni ufficiali della stagione 2009-2010.

## Organigramma societario
Area direttiva
- Presidente: Maurizio Magnabosco

Area tecnica
- Allenatore: Bruno Napolitano
- Allenatore in seconda: Paolo Amendola
- Scout man: Simone Tona

Area sanitaria
- Medico: Giuseppe Ronco
- Preparatore atletico: Alessandro Contadin (fino al 1º novembre 2009), Silvano Cosentino (dal 2 novembre 2009)
- Fisioterapista: Giorgia Valetto

## Rosa
| N° | Nome                | Ruolo | Data di nascita   | Nazionalità sportiva |
| -- | ------------------- | ----- | ----------------- | -------------------- |
| 1  | Viviana Borghese    | C     | 28 maggio 1978    | Italia               |
| 2  | Chiara Borgogno     | C     | 8 febbraio 1984   | Italia               |
| 3  | Chiara Marchetto    | S     | 14 febbraio 1977  | Italia               |
| 7  | Marta Bertolotto    | P     | 15 febbraio 1989  | Italia               |
| 8  | Michela Molinengo   | L     | 4 luglio 1978     | Italia               |
| 9  | Indre Sorokaite     | O     | 7 luglio 1988     | Italia               |
| 10 | Desiree Glod        | S     | 28 settembre 1981 | Venezuela            |
| 11 | Georgina Pinedo     | S     | 30 maggio 1982    | Argentina            |
| 12 | Claudia Tarozzo     | L     | 30 settembre 1987 | Italia               |
| 13 | Stefania D'Agostino | P     | 12 novembre 1986  | Italia               |
| 17 | Nina Chuda          | S     | 8 maggio 1986     | Slovacchia           |
| 18 | Federica Tasca      | C     | 29 gennaio 1989   | Italia               |